# حزب میهن
حزب میهن یکی از احزاب ملی‌گرای ایران بود که پس از برکناری رضا شاه از قدرت در دهه ۱۳۳۰ش و آغاز پهلوی دوم شکل گرفت. این حزب از ائتلاف سه حزب هم‌مسلک دیگرِ پیکار، استقلال و میهن‌پرستان به رهبری کریم سنجابی به وجود آمد.

## ادغام با حزب ایران
احزاب ناسیونالیست و سوسیال مانند حزب استقلال (ایران) (به رهبری عبدالقدیر آزاد)، حزب پیکار (به رهبری خسرو اقبال، محمود تفضلی) و حزب میهن‌پرستان (به رهبری کریم سنجابی) در سال ۱۳۲۳ تحت عنوان «حزب میهن» در یکدیگر ادغام شده و یک حزب واحد را تشکیل می‌دهند اما پس از آن در برخی از شهرستان‌ها برخی از شعبه‌های احزاب موتلف به حزب توده می‌پیوندند و بحران حزب جدید را فرا می‌گیرد.
در خرداد ماه سال ۱۳۲۴ حزب میهن به رهبری کریم سنجابی با حزب ایران ائتلاف کرده و با پیوستن این حزب به حزب ایران، مجموعه دارای شعبه‌هایی در خارج از تهران گردید که باعث گسترش آن شد.